# George Smith (uitgever, geboren in 1824)
George Murray Smith (19 maart 1824 – 6 april 1901)  was een Britse uitgever. Hij was de zoon van George Smith (1789–1846), die samen met Alexander Elder (1789–1846) de Victoriaanse uitgeverij Smith, Elder & Co. begon. Zijn geesteskind, The Cornhill Magazine, was het belangrijkste fictieve tijdschrift van de 19e eeuw.

## Leven
Smith, de oudste zoon van George Smith, werd geboren in 1824. Hij nam de middelste naam Murray van zijn moeder Elizabeth aan. Zijn vader was de drukkerij gestart samen met Alexander Elder .
Het bedrijf was uiterst succesvol. Smith volgde zijn vader op en breidde de product- en verkoopgebieden uit voor de meeste Victoriaanse onderwerpen en het Britse rijk . Het bedrijf leverde ook een catalogus vol met andere producten die wenselijk zijn voor Britse expats. Een van Smith's meest ambitieuze projecten was het Dictionary of National Biography, dat tot op de dag van vandaag opmerkelijke Britse figuren omvatte in 63 delen die werden gepubliceerd van 1885 tot 1900.
George Smith wordt algemeen erkend als inspiratie voor het karakter van Graham Bretton in de roman Villette van Charlotte Brontë (zoals hij zelf geloofde).
Van 1890 tot zijn dood woonde Smith in Somerset House, in Park Lane, dat hij na de huurovereenkomst zou hebben gekocht van Lady Hermione Graham, een dochter van de twaalfde hertog van Somerset . Het huis werd bekend als 40, Park Lane. Hij stierf op St. George's Hill, Byfleet, Surrey op 6 april 1901.
Zijn zoon was George Murray Smith the Younger .

## Citaten
1. ↑  John Sutherland. "The Cornhill Magazine" in The Stanford/Longman Companion to Victorian Fiction. 1989
2. ↑  Bill Bell, ‘Smith, George Murray (1824–1901)’, Oxford Dictionary of National Biography, Oxford University Press, 2004; online edn, May 2011 accessed 22 June 2015. Gearchiveerd op 9 mei 2021.
3. ↑  Notes & Queries, vol. 133 (1916), p. 318 (snippet). Gearchiveerd op 14 juli 2023.